# Periodo dei Duchi
Con Periodo dei Duchi (detto anche dell'anarchia) si indica il decennio di interregno tra il 574 (morte di Clefi) al 584 (elezione di Autari), durante la quale il regno longobardo e d'Italia non ebbe un sovrano, ma fu governato in maniera collegiale dai vari duchi longobardi di recente insediati e indipendenti l'uno dall'altro.
Gli storici sono incerti sulla ragione di questo interregno: alcuni ritengono che i duchi abbiano solo agito come tutore collettivo per il figlio di Clefi, Autari, che in effetti salì infine al trono; altri parlano invece di "signoria collettiva". In ogni caso, a questo stadio dell'occupazione i duchi erano null'altro che i capi delle diverse stirpi del popolo longobardo, non ancora associati in pianta stabile alle città, e quindi avranno solo agito in autonomia, anche perché avranno dovuto cedere alle pressioni dei guerrieri, in teoria sotto la loro autorità, per approfittare delle ancora larghe possibilità di bottino. Questa situazione instabile, protrattasi nel tempo, portò al definitivo crollo dell'assetto politico-amministrativo romano-italico, che fino all'invasione era stato pressoché mantenuto, tanto che la stessa aristocrazia romano-italica aveva conservato la responsabilità dell'amministrazione civile (basti pensare a Cassiodoro)
I duchi non riuscirono a organizzarsi in modo duraturo. Quando invasero la Provenza merovingia, i re franchi Gontrano e Childeberto II si spinsero fino in Lombardia, presero Trento e aprirono una trattativa con l'Imperatore d'Oriente Tiberio II, titolare anche dell'Esarcato d'Italia. Alla fine, stanchi delle divisioni interne, temendo una reazione più forte da parte greca dal sud e franca da est e necessitando di una guida necessaria a coordinare le diverse forze militari, nel 584 i duchi elessero re Autari. Ad Autari fu ceduta la nuova capitale, Pavia e la metà delle ricchezze ducali, anche se a quest'ultima promessa è dubbio che abbiano tenuto fede. Autari riuscì a consolidare per tutto il suo periodo di reggenza il regno longobardo contro i nemici su tutti i fronti.

## Storia

### Uccisione di Clefi e disgregazione del Regno in 35 ducati (574)
In seguito all'assassinio di Alboino, i duchi longobardi elessero come loro nuovo re un nobile longobardo di nome Clefi (572): costui, però, dopo aver ucciso con la spada o cacciato dall'Italia molti potenti Romani, fu massacrato con la spada da un servo del suo seguito dopo appena un anno e sei mesi di regno (574). Dopo l'uccisione di Clefi, non fu eletto un nuovo re per circa dieci anni, e il Regno si frammentò di conseguenza in 35 ducati indipendenti tra di loro, ognuno retto da un duca residente nella propria città. Paolo Diacono cita i nomi di cinque duchi:
- Zabano, duca di Pavia
- Wallari, duca di Bergamo
- Alachis I, duca di Brescia
- Ewin, duca di Trento
- Gisulfo, duca del Friuli

Precisa però che, oltre a questi vi furono anche 30 duchi, di cui però Paolo Diacono evidentemente non conosceva i nomi. I ducati in cui si frammentò il regno dovettero essere quindi 35.
Durante il governo dei duchi il trattamento dei Romanici fu molto duro, stando a quanto afferma Paolo Diacono:
(Paolo Diacono, Storia dei Longobardi, II,32.)
I duchi longobardi, dopo aver ucciso o scacciato la maggior parte dei latifondisti Romanici, impossessandosi dei terreni, permisero ai superstiti di conservare le terre; in base all'hospitalitas, i latifondisti superstiti dovevano però versare un terzo dei raccolti alle fare longobarde; i Longobardi si erano così impossessati delle posizioni chiave della società, e ben pochi romanici poterono mantenere una posizione agiata.

### La controffensiva bizantina: Baduario (575-576)
Nel frattempo, Tiberio Costantino, reggente dell'Impero d'Oriente a nome del folle Giustino II, aveva comprato una tregua sul fronte persiano, non valida tuttavia per l'Armenia, e questo gli permise di inviare nuove truppe in Italia, comandate dal genero di Giustino II, Baduario. Baduario dovette arrivare a Ravenna nel 575/576, dove sembra che edificò una Chiesa, con nuove truppe provenienti dall'Oriente, di cui le fonti non riferiscono la forza e la composizione etnica, ma che alcuni studiosi hanno congetturato potesse contenere anche mercenari longobardi. Un passo della Storia Ecclesiastica di Giovanni di Efeso evidenzia infatti che 60.000 longobardi avevano combattuto nel 575 in Siria al servizio dell'Impero, e non è da escludere che abbiano poi seguito Baduario in Italia. Inoltre è possibile che a Benevento e a Spoleto fossero insediati, fin dai tempi della fine della guerra gotica (535-553), gruppi di Longobardi come foederati dell'Impero, a cui Baduario potrebbe aver richiesto sostegno contro i Longobardi ostili all'Impero. Queste sono però solo delle congetture, sicché l'unica fonte che descrive (in un rigo solo) la spedizione di Baduario è la Cronaca di Giovanni di Biclaro:
(Giovanni di Biclaro, Cronaca, anno 576.)

### La formazione dei ducati di Spoleto e Benevento e minaccia portata a Roma (576-580)
La sconfitta di Baduario fu drammatica per l'Impero e benefica per i Longobardi. Infatti, dopo la battaglia, i Longobardi al servizio dell'Impero sembra si siano rivoltati, fondando i ducati di Spoleto e Benevento. Faroaldo, ex foederato bizantino e primo duca di Spoleto, tradito l'Impero, si impadronì con l'inganno di Classe, il porto di Ravenna, spogliandola di ogni ricchezza; quando poi Droctulfo, guerriero longobardo passato dalla parte dell'Impero, attaccò Classe, Faroaldo fu costretto ad abbandonarla, riconsegnandola all'Impero e rifugiandosi a Spoleto, sede del suo nuovo ducato. Anche Zottone, ex foederato bizantino, si rivoltò all'autorità imperiale, costituendo un ducato con sede Benevento che cominciò ad espandersi nel Sannio a scapito dell'Impero, fino a conquistare nell'arco di un ventennio quasi tutta l'Italia meridionale, eccettuate le zone costiere. Nel frattempo, altri duchi longobardi si erano stanziati in Tuscia, a Chiusi e a Lucca, e iniziarono ad espandersi nella regione ai danni dell'Impero.
Le fonti dell'epoca descrivono in poche ma laconiche parole la situazione drammatica in cui si trovava l'Impero. Il Liber Pontificalis narra che in quegli anni molte fortezze furono costrette ad arrendersi ai Longobardi per fame e che la stessa Roma fu da essi assediata nel 579. Giovanni di Biclaro sotto l'anno 578 scrisse che "I Romani conducevano una lacrimevole guerra in Italia contro i Longobardi", suggerendo un'ulteriore grave sconfitta. Nel frattempo i Longobardi si impadronirono delle fortezze lungo la via Emilia, si espansero nel Veneto occupando Altino, Concordia e Mantova, e violentarono i monaci nella Valeria; l'espansione in Tuscia dei Longobardi spinse il vescovo di Populonia a fuggire sull'Isola d'Elba, mentre il duca beneventano Zottone, nell'impadronirsi di Aquino, massacrò la popolazione, già decimata dalle epidemie, al punto che dopo alcuni anni la città era ancora senza vescovo o un popolo senza vescovo. Nel 579 anche Roma fu assediata, ma l'assedio fallì.
Poco tempo prima dell'assedio alla Città Eterna, verso la fine del 578, Tiberio ricevette nel palazzo un'ambasceria proveniente da Roma e capeggiata dal senatore romano Pamfronio: l'ambasceria, oltre a offrirgli in dono 3.000 libbre d'oro per celebrare la sua ascesa al trono (avvenuta da poco tempo), richiese urgentemente all'Imperatore truppe da inviare in Italia, devastata dai Longobardi; l'Imperatore rispose a malincuore che era impegnato nella gravosa guerra contro la Persia e dunque era impossibilitato a inviare nuove truppe, però in compenso restituì le 3.000 libbre a Pamfronio, suggerendogli di utilizzarle per corrompere i duchi longobardi, convincendoli a passare dalla parte dell'Impero in Oriente contro i Persiani, o, in alternativa, per convincere i Franchi ad attaccare i Longobardi. L'anno dopo fu inviata dal senato romano un'altra ambasceria e questa volta l'Imperatore si risolse a mandare un piccolo esercito in Italia. Tale esercito risultò però insufficiente a fermare l'avanzata dei Longobardi, che occuparono dagli anni dal 578 al 582 Classe, il porto di Ravenna, e assediarono Napoli. Il pontefice tentò nel 580 a rivolgersi al re dei Franchi, ma invano.
Approfittando della disunione dei Longobardi, Bisanzio riuscì in compenso a comperarsi i servigi di alcuni duchi longobardi, che passarono dalla parte dell'Impero: il più famoso di essi è Droctulfo, il quale combatté contro la sua stessa gente mantenendo per qualche tempo Brescello e riconquistando Classe e che poi venne impiegato da Bisanzio anche nell'Illirico contro gli Avari.

### Fine del periodo dei duchi e conseguenze

#### Longobardi
Nel 582 salì al trono di Bisanzio Maurizio, il quale, non potendo inviare rinforzi in Italia in quanto impegnato sul fronte orientale e su quello balcanico, cercò di usare la diplomazia per sconfiggere i Longobardi: nel 583 un'ambasceria bizantina raggiunse la corte del re franco Childeberto II dandogli 50 000 solidi d'oro in cambio di un intervento franco nell'Italia settentrionale; il re franco invase poi l'Italia settentrionale nel 584, ma i duchi longobardi ottennero il suo ritiro pagandolo con altro denaro, e furono vane le proteste dell'Imperatore Maurizio, che pretendeva gli fossero restituiti i 50 000 solidi d'oro.
Comunque il pericolo corso a causa dell'alleanza tra Bisanzio e i Franchi, fece seriamente considerare ai Duchi la possibilità di porre fine all'anarchia: temendo una reazione più forte da parte bizantina dal sud e franca da ovest e necessitando di una leadership necessaria a coordinare le diverse forze militari, elessero in quello stesso anno un nuovo re, Autari, figlio di Clefi, a cui fu ceduta la nuova capitale, Pavia, e la metà delle ricchezze ducali. Grazie alla leadership di Autari, i Longobardi riuscirono a respingere gli attacchi dei Franchi, riuscendo a salvaguardare il loro regno. Sembra tra l'altro che durante il regno di Autari le violenze contro i Romanici, che vi erano durante il periodo dei duchi, terminarono, o perlomeno si attenuarono:
(Paolo Diacono, Historia Langobardorum, III, 16)

#### Bisanzio

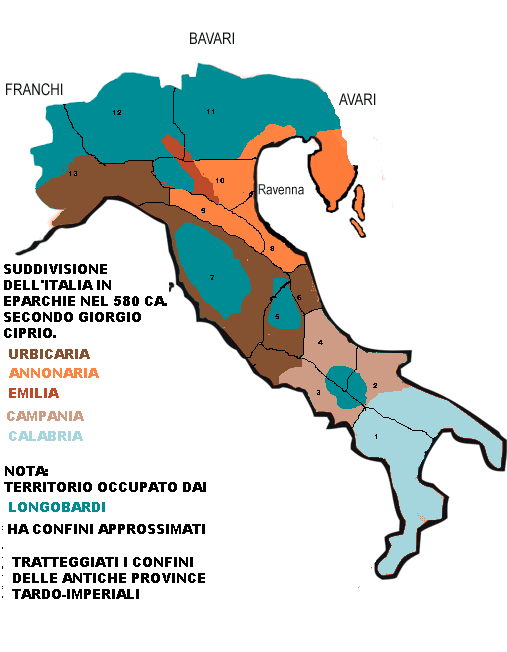
L'Italia nel 580, suddivisa in eparchie, secondo Giorgio Ciprio. Cartina basata sulla ricostruzione di PM Conti, non esente da critiche.

Le conquiste dei Longobardi durante il periodo dei duchi aveva spinto Bisanzio a riorganizzare l'assetto amministrativo-militare dell'Italia rimasta bizantina. Intorno al 580, stando alla Descriptio orbis romani di Giorgio Ciprio, sembra che Tiberio II divise in cinque province o eparchie l'Italia bizantina:
- Annonaria, comprendente i residui possedimenti bizantini nella pianura padana (cioè i territori ad Est del fiume Panaro), la Flaminia e la Venezia.
- Calabria, comprendente i residui possedimenti bizantini in Lucania e in Apulia meridionale.
- Campania, comprendente i residui possedimenti in Campania, in Sannio e nel Nord dell'Apulia.
- Emilia, i residui possedimenti bizantini tra i corsi d'acqua Enza e Panaro, cui si aggiungono l'estremità sud-orientale della Liguria (con Lodi Vecchio) e l'estremità sud-occidentale della Venezia (Cremona e zone limitrofe).
- Urbicaria, comprendente i residui possedimenti bizantini in Liguria, Alpi Cozie, Tuscia, Valeria, Piceno, e l'estremo Nord della Campania.

Tale riforma amministrativa dell'Italia sembra motivata dall'adattare l'amministrazione dell'Italia alle necessità militari del momento, visto che gran parte della Penisola era soggetta alle devastazioni dei Longobardi e ogni tentativo (compresa la spedizione di Baduario) per sloggiarli era fallito; prendendo dunque atto delle conquiste effettuate dai Longobardi, fu introdotto con la riforma il sistema dei tratti limitanei, anticipando la riforma dell'Esarcato, che fu realizzata alcuni anni dopo.
Appena quattro anni dopo questo nuovo assetto venne già abolito, sostituito da quello dell'esarcato suddiviso nei suoi vari distretti. La fondazione dell'esarcato va fatta risalire proprio all'anno 584, curiosamente lo stesso dell'elezione di Autari. Il termine esarca viene usato per la prima volta in un'epistola papale del 584 in cui si dichiarava amaramente che l'esarca non poteva inviare aiuti a Roma perché a malapena riusciva a difendere Ravenna. Il nuovo esarcato venne ripartito in sette distretti, strettamente controllati e governati dall'esarca di Ravenna:
- l'Esarcato propriamente detto
- la Pentapoli
- Roma
- la Liguria
- la Venezia
- l'Istria
- Ducato di Napoli (comprendente il Bruzio, la Lucania e l'Apulia)

La popolazione locale fu tenuta a concorrere alla difesa del territorio, che andava ad affiancare i soldati di professione. Veniva così a formarsi un'efficiente macchina difensiva dei territori rimasti, principalmente situati sulle coste, dove maggiori potevano farsi sentire il potere imperiale e la flotta bizantina. Grazie anche alla nuova riforma, l'esarcato riuscì a resistere agli assalti dei Longobardi fino al 751.